# Nuestros tiempos
Nuestros tiempos (bra: Nossos Tempos; prt: Os Nossos Tempos) é um filme mexicano de ficção científica e drama dirigido por Chava Cartas e estrelado por Lucero, Benny Ibarra, Renata Vaca e Ofelia Medina. Foi lançado pela Netflix em 11 de junho de 2025.

## Premissa
Nora Cervantes é uma cientista e professora universitária que, junto com seu marido Héctor, constrói uma máquina do tempo em meados da década de 1960. Os dois conseguem viajar com sucesso até os dias atuais e descobrem que as mulheres têm um papel muito mais relevante na sociedade. Isso se torna um problema para Héctor, que vem de uma época e de uma sociedade machista.

## Elenco
- Lucero como Nora Cervantes

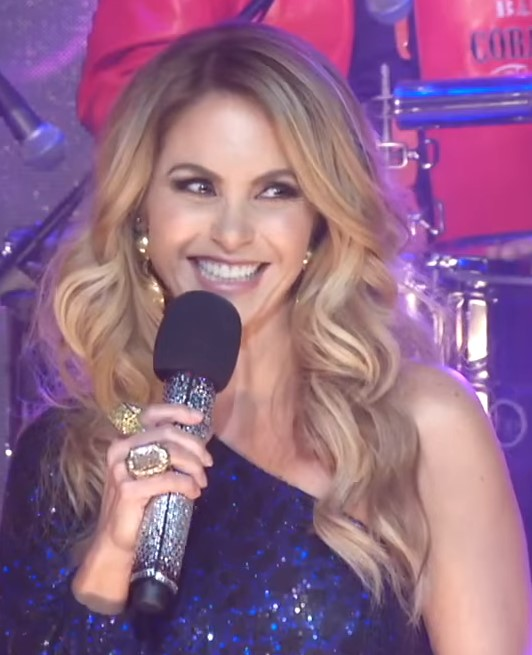
Lucero, que interpreta o papel principal no filme, em 2017.

- Benny Ibarra como Héctor Cervantes
- Renata Vaca como Alondra
- Ofelia Medina como Julia
- Hugo Albores como Quijano
- Guadalupe Damián como Sandra
- Lore Graniewicz como Blanca
- Claudia Lobo como Rebeca

## Recepção

### Resposta da crítica
Álvaro Cueva, do jornal Milenio, descreveu o filme como "lindo, amoroso e emocionante" e afirmou que pode "se tornar um clássico da nossa cultura popular". Em sua crítica para o portal El Generacional, Lorena Costa destacou o trabalho da dupla protagonista: "O elenco traz muita solidez e carisma à história. Lucero e Benny Ibarra têm uma química convincente como Nora e Héctor, refletindo com naturalidade tanto a cumplicidade quanto os conflitos de um casal preso entre duas épocas muito diferentes".
Jon O'Brien, do site Inverse, opinou: "Com apenas noventa minutos de duração, Nuestros tiempos não consegue ir muito além do superficial; esta é uma das raras ocasiões em que se gostaria que uma produção da Netflix tivesse sido mais longa. Nora e Héctor têm apenas 24 horas para formar opiniões e tomar decisões sobre a sociedade contemporânea que mudarão suas vidas." Para Abigail Stevens, do Screen Rant, o filme "tinha um potencial enorme como uma comédia romântica original, mas realmente precisava de alguns ajustes nos diálogos e na trama."